# Phần giao

Đường tròn (màu đen) cắt đường thẳng (màu tím) tại hai điểm (màu đỏ). Hình tròn (màu vàng) cắt đường thẳng thành đoạn thẳng giữa hai điểm đỏ.

Phần giao (màu đỏ) của hai hình tròn (trắng và đỏ có viền đen).

Giao của D và E được hiển thị bằng màu tím xám. Giao điểm của A với bất kỳ B, C, D hoặc E nào là tập hợp rỗng.

Trong toán học, phần giao của hai hoặc nhiều đối tượng là một đối tượng khác, thường là "đối tượng" nhỏ hơn. Tất cả các đối tượng được cho là nằm trong một không gian chung nhất định ngoại trừ trong lý thuyết tập hợp, trong đó giao điểm của các tập hợp tùy ý đều được xác định. Phần giao là một trong những khái niệm cơ bản của hình học. Theo trực giác, phần giao của hai hoặc nhiều đối tượng là một đối tượng mới nằm trong mỗi đối tượng ban đầu. Một phần giao có thể có nhiều hình dạng hình học khác nhau, nhưng điểm là hình của phần giao phổ biến nhất trong hình học phẳng.
Các định nghĩa khác nhau trong các bối cảnh khác nhau: lý thuyết tập hợp chính thức hóa ý tưởng rằng một đối tượng nhỏ hơn nằm trong một đối tượng lớn hơn với sự bao gồm và phần giao của các tập hợp được hình thành từ các yếu tố thuộc về tất cả các tập hợp của phép giao. Nó luôn được định nghĩa, nhưng có thể là trống. Hình học tỷ lệ xác định một giao điểm là một đối tượng có chiều nhỏ hơn mà nằm trong từng đối tượng ban đầu của phép giao. Trong phương pháp này, một phần giao đôi khi có thể không được xác định, chẳng hạn như đối với các đường song song. Trong cả hai trường hợp, khái niệm phần giao đều dựa vào sự kết hợp logic.
Hình học đại số định nghĩa các giao điểm theo cách riêng của nó với lý thuyết phép giao. Hình học Euclide liên quan đến các phần giao của hình phẳng và hình ba chiều.

## Tính duy nhất
Có thể có nhiều hơn một đối tượng nguyên thủy, chẳng hạn như các điểm (hình trên), mà tạo thành một phần giao. Phần giao có thể được xem là tập hợp chia sẻ chung của tất cả các đối tượng trên (nghĩa là phép toán giao tạo ra một tập hợp, có thể trống) hoặc dưới dạng một số đối tượng giao nhau..